# Michael Bauch (Maler)
Michael Bauch (* 1951 in Wiesbaden) ist ein deutscher Maler, Grafiker und Materialkünstler.

## Leben und Wirken
Von 1973 bis 1978 studierte Michael Bauch an der Hochschule für bildende Künste Hamburg. Dort war er ein Schüler von Kai Sudeck und Gotthard Graubner, dessen monochrome Bilder seinen Stil ebenso beeinflussten wie die Farbfeldmalerei der US-amerikanischen Künstler Barnett Newman und Morris Louis. In Michael Bauchs formklar-flächigen Werken finden sich sowohl abstrakte als auch gegenständliche Elemente. Seine Objekte nehmen Bezug auf eigene Erlebnisse des Künstlers. Er stellte häufig mit den Neuen Wilden aus, ohne jedoch ihrem Kreis anzugehören.
Michael Bauch lebt und arbeitet in Hamburg.

## Werke in öffentliche Sammlungen (Auswahl)
- Hessisches Landesmuseum Darmstadt
  - Fingerspiel, Öl, 1979
  - Ferien auf Valencia Island, Holz bemalt, Kordel, Papier, 1980
  - Ohne Titel, Materialbild, 1980
- Hamburger Kunsthalle, Hamburg
  - Ich denke an Neapel, 1985, Pulverfarbe mit Acryl auf Wellpappe, 202 × 91,5 cm, Inv. 5373[2]
- Kunsthalle zu Kiel
  - Sonntag III, Holzschnitt, 1986
  - Wir haben Tränen gelacht, Farb-Holzschnitt, 1987
- Städtisches Museum Abteiberg, Mönchengladbach

## Ausstellungen
Einzelausstellungen
- 1978, 1980, 1983, 1984, 1986/1987: Galerie Arno Kohnen, Düsseldorf
- 1984: Kunstverein, Krefeld
- 1985/1986: Kunsthalle, Hamburg
- 1986: Kunsthalle, Kiel
- 2002: Palais für aktuelle Kunst, Glückstadt[3]
- 2009, 2013, 2015, 2017: Galerie Karin Guenther, Hamburg[4]